# Ganadería
Ganadería (de l'espagnol ganado : bétail) désigne le lieu d'élevage d'où proviennent les taureaux de corrida (Toros de lidia). L'éleveur porte le nom de ganadero.

## Caractéristiques

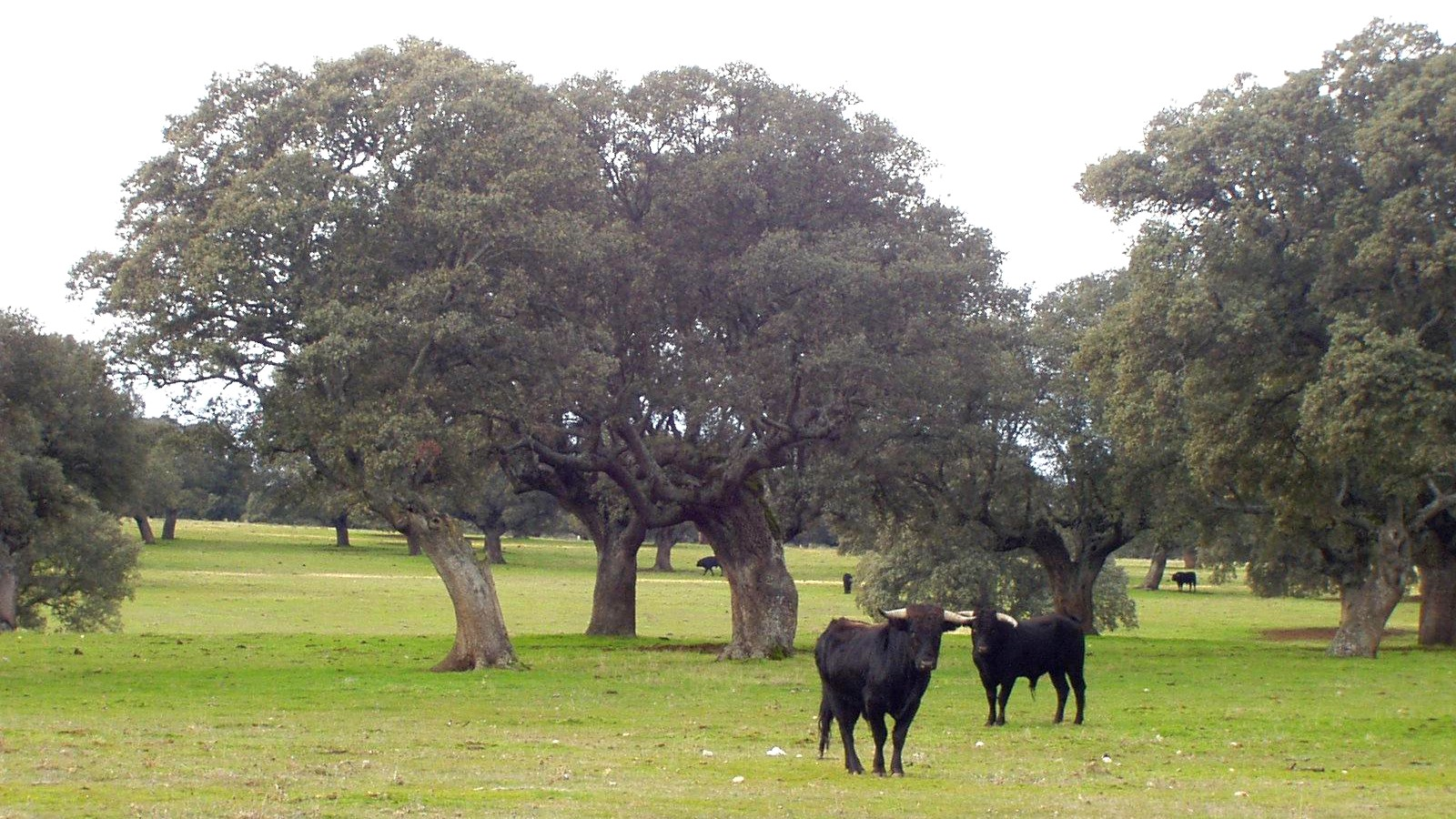
Ganadería brava à Matilla de los Caños del Río

Les taureaux d'une ganadería présentent ordinairement le même aspect d'ensemble, la même structure, le même type. Une ganadería comprend non seulement les toros de lidia, mais aussi le patrimoine foncier, l'ensemble du bétail, la renommée. C'est une entreprise, avec  une marque. Chaque ganadería se distingue par trois signes : la devise (divisa), le fer (hierro) et le signe (« señal »).

### La devise
C'est la cocarde que l'on place sur le dos du taureau au sortir du toril, juste avant son entrée dans l'arène. Flot de rubans fixé par un petit harpon sur le morillo du taureau, il est aux couleurs de la ganadería. Son usage remonte à 1762 lorsqu'on commença à utiliser des cartels, affiches pour annoncer les corridas. Les couleurs étaient alors attribuées par les organisateurs. À partir de 1820, les éleveurs arrêtèrent eux-mêmes les couleurs de leur devises et les firent enregistrer. On retrouve cependant trace de cet usage dans un texte de la comtesse d'Aulnoy paru en 1691, Relations du voyage en Espagne : « On attache à leurs cornes un long ruban, et à la couleur du ruban, tout le monde reconnaît et cite l'histoire de ses ancêtres. »

### Le fer (hierro)
C'est la marque déposée de l'éleveur, une sorte de sceau. La marque est appliquée au fer rouge sur la cuisse du veau. Le plus souvent, il est appliqué à droite, mais certains éleveurs l'appliquent à gauche. Ce fer, en cas de vente du troupeau peut être cédé ou conservé pour la création d'une nouvelle ganadería. Le fer reproduit soit les initiales de l'éleveur, soit celles de son prédécesseur, soit un dessin : le chiffre 1 pour Luis Miguel Dominguín (puisqu'il se considérait comme numéro 1 en tout), un point d'interrogation renversé pour Matías Bernardos pour son élevage de Coquilla.

### Le signe
Une découpe particulière de l'oreille du taureau est faite au cours de l'herradero (ferrage, marquage). Le Syndicat des éleveurs en reconnaît douze. En Camargue, le señal se dit escoussuro ou escoussure . Il y en a 7 sortes.

## Méthode d'élevage
Pour éviter toute dégénérescence, et pour améliorer la bravoure d'un troupeau, le croisement est une étape nécessaire. Il consiste en l'union d'animaux de races distinctes. Mais il faut croiser des races « pures » pour obtenir le « retour au sang. »
Le retour au sang consiste à croiser les premiers produits femelles obtenus avec leurs propres ascendants mâles, puis avec d'autres étalons de même race, jusqu'à élimination du sang des vaches primitives.

## Le cheptel et les soins
On a coutume de dire que « pour faire quarante taureaux de combat l'éleveur doit posséder et entretenir quatre cents bêtes, ».
Le cheptel pour une course de taureau nécessite généralement 18 vaches reproductrices ou « vaches de ventre », un semental ou reproducteur, 6 taureaux de 4 ans, 6 novillos de 3 ans, 6 utreros de 2 ans, 6 erales de 1 an, 6 veaux de l'année ou añojos, 6 jeunes vaches de remplacement, soit 55 bêtes pour vendre 6 toros par an.
Le mayoral ou contremaître est l'homme-clé de l'élevage. Il surveille les naissances, l'alimentation, donne son avis sur la sélection. Il inspecte taureaux et vaches et note tout ce qui ne va pas. Tous les soins pour l'état de santé des taureaux se font sous la surveillance d'un vétérinaire. On utilise une impasse (cajón de curas) pour attacher les bêtes solidement et leur administrer les médicaments utiles contre la douve, leur injecter le sérum contre la fièvre aphteuse avec un pistolet pneumatique. Certains propriétaires ont même, sur le parcours d'un couloir resserré, une piscine d'eau sulfurée pour protéger les animaux contre les affections du derme.

## Les éleveurs espagnols

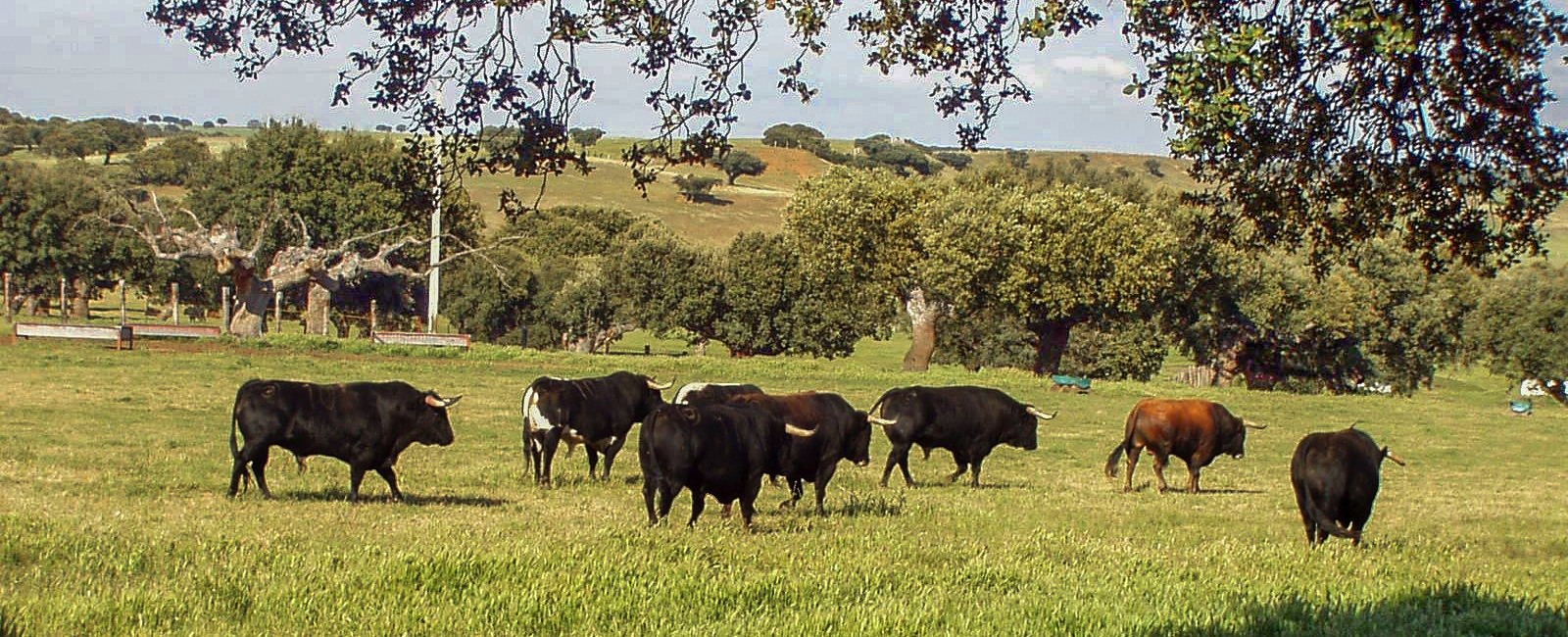
Élevage de taureaux de combat près de Salamanque

Ils sont répartis en trois groupes : les  « ganaderos » ou « criadores » qui forment « l'Unión des Criadores de toros de lidia  (UTCL) », « l'Asociación de ganaderías de lidia », et les « Ganaderos de lidia unidos ».
Le premier groupe (Unión de criadores de toros de lidia), a été créé le 15 avril 1905 pour faire face d'une part aux refus par quelques figuras de combattre certaines ganaderías dont le bétail ne leur convenait pas, d'autre part pour limiter les dégâts occasionnés par les piques de l'époque en introduisant avec difficulté la rondelle (1917-1963). L'Unión fournit exclusivement le bétail des corridas formelles, en 2002 ce groupe comprenait 356 ganaderías, son président, Juan Pablo Jiménez a succédé en 2002 à Eduardo Miura. Le second groupe espagnol créé en 1977 est "l'Asociación de ganaderías de lidia", il peut fournir  du bétail pour les corridas dites économiques (sans picador), ou bien les novilladas piquées, les becerradas ou encore le toreo comique. En 2002,  ce deuxième groupe comptait 419 ganaderías. Il existe une troisième association espagnole :  les "Ganaderos de lidia unidos" créée en 1979 par Victor Aguirre Vázquez. Ce groupe, qui cherche à préserver la pureté de la race, repose uniquement sur le livre généalogique. Il comprend en 2002 151 ganaderías, et il a été créé pour « favoriser la progression de la race et défendre les divers écosystèmes où on élève les taureaux de combats »,.
La plupart des ganaderos subissent beaucoup de pertes avec les taureaux qui s'entretuent et les taureaux invendus en fin de saison qu'il faut vendre au prix de la viande. Leurs bénéfices sont ainsi amoindris. Aussi les propriétaires de ganaderías ont-ils le plus souvent une autre activité : celle d'exploitant agricole. Tout comme en France où les éleveurs camarguais produisent des taureaux de boucherie (Camargue (AOC)) en même temps que des taureaux de combat. En Espagne, les éleveurs qui se tournent vers des activités agricoles laissent l'entière responsabilité du cheptel des taureaux braves au mayoral.

### Les principalesganaderíasespagnoles
Parmi les élevages prestigieux, se trouvent la ganadería Miura, dont les taureaux sont d'une taille exceptionnelle avec des cornes impressionnantes, les Victorino Martin, particulièrement difficiles à toréer. Parmi les élevages que l'on rencontre le plus souvent dans les arènes, il y a les Torrestrella, les Joaquín Núñez del Cuvillo, Santiago Domecq, les Jandilla, Samuel Flores, Baltasar Ibán, Juan Pedro Domecq, Guardiola, Garcigrande, Villamarta.

#### Celles qui ont fourni le plus de taureaux en 2001
Le nombre de corridas formelles, (ne comprenant pas les novilladas et les rejoneos) en Espagne s'élevait cette année-là à 846
- Joaquín Núñez del Cuvillo (135 toros)
- Victorino Martin (86 toros)
- Miura (36 toros)
- Partido de Resina (24 toros)
- Baltasar Ibán (23 toros)
- Dolores Aguirre (22 toros)

#### Celles qui ont participé au plus grand nombre de corridas  dans les années 1990

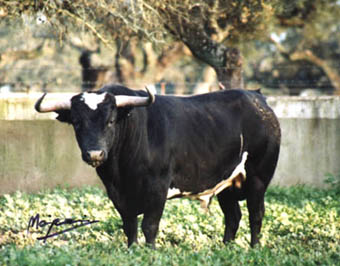
Toro de la ganadería Sánchez Cobaleda

Liste des 38 premières ganaderías - L'intégralité de la liste se trouve p. 1006-1008 de « Histoire et dictionnaire de la tauromachie » de Robert Bérard, Laffont, 2003. Lorsque la ganadería appartient à un torero ou un rejoneador, elle porte son nom sans ajout. En 1990, le nombre de corridas en Espagne était de 541.
- Joaquín Núñez del Cuvillo (121 corridas)
- Alcurrucén (102)
- La Cardenilla (102)
- Gabriel Rojas (97)
- Victorino Martin (96)
- Los Bayonnes (84)
- Juan Pedro Domecq (83)
- Jandilla (80),
- El Torero (73)
- Zalduendo (70)
- Jódar y Ruchena (65)
- Puerto de San Lorenzo (63)
- Francisco Galache (62)
- Julio de la Puerta (61)
- Antonio Gavira (60)
- Cebada Gago (58)
- José Luis Pereda (58)
- Victoriano del Río (57)
- Teófilo Segura (57)
- Torrestrella (57)
- Luis Algarra (54)
- Montalvo (50)
- Carmen Borrero (49)
- Carlos Núñez (48)
- Peralta (47)
- Román Sorando(47)
- Arauz de Robles (46)
- Carmen Camacho (46)
- Salustiano Galache (44)
- Larca (43)
- Miura (43)
- Los Derramados (43)
- Benítez Cubero (42)*
- Castilejo de Hebra (42
- Fermín Bohórquez (42)
- Juan Manuel Criado (41)
- Santiago Domecq (41)
- Sánchez de Ibargüen (41)
- João Moura (40)

## Éleveurs  et ganaderías du Portugal
Au Portugal, « l'Associação Portuguesa de Criadores de Toiros de Lide » compte 94 ganaderías dont la première remonterait à 1843 et dont certaines sont affiliées à l'UTCL espagnole. L'association des éleveurs portugais a été créée à Santarém  le 15 juillet 1975 par Fernanddo Zeller Palha, Tuy Gonçalves et Antonio Teixeira. Ce dernier en a été élu le président pour trois ans en 2002.
Les principales ganaderías portugaises sont :
- Parladé
- Murteira Grave (Joaquim)
- Branco Núncio
- Condessa de Sobral
- João Moura
- David Ribeiro Telles
- Conde de Cabral
- Palha
- Pinto Barreiros
- Veiga Teixeira

## Les éleveurs français
En France, « l'Association des éleveurs français de taureaux de combat » compte environ 32 ganaderías.
Les manades ou élevages de taureaux de Camargue sont réunis dans deux associations :  « l'Association des manadiers de taureaux de Camargue »  et « l'Association des éleveurs de taureaux de race Camarguaise ». Le taureau de Camargue (Camargue (AOC)) est une appellation de viande bovine qui a eu un grand succès pendant la crise de la vache folle.
Les élevages français sont adaptés aux types de tauromachie auxquelles on les destine. Il y en a une quarantaine qui font partie de L'Association des éleveurs français de taureaux de combat laquelle gère le livre généalogique de la race brave. Une trentaine d'élevages est concentrée en Camargue, les autres sont éparpillés dans les Landes, les Pyrénées-Atlantiques, et le Gers. Si les produits français ont du mal à s'exporter en Espagne en raison d'un protectionnisme de fait, ils représentent en France 1/5 du marché national.
Certains propriétaires comme Hubert Yonnet élèvent les deux races de taureaux (AOC et race brave). Comme 60 à 70 % des bêtes ne sont pas aptes à la course et comme un manadier doit renouveler chaque année environ 50 % de son troupeau, la viande de taureau de Camargue répertorié en boucherie sous le label Camargue (AOC), est un élément indispensable à la viabilité de la plupart des élevages.
La liste intégrale des élevages français de taureaux de combat est donnée par Robert Bérard et par les sites proposant les élevages par région géographique : pour le Sud ouest, pour le Languedoc Roussillon et pour la Camargue.

### Liste intégrale des élevages français
Le nombre de corridas en France, hors novilladas et rejoneos s'élevait à 83 en 2001.
- François André[31]
- Jacques Bonnier[32]
- Jean-Louis Darré, Ganadería de l'Astarac[31] (cet éleveur a fourni le bétail pour la corrida de Mimizan du 27 août 2011 ; il a fait l'objet de menaces pour cela[33])
- Blohorn[31]
- Campo Bueno[31]
- Ganadería cévenole[31]
- La Chassagne[31]
- Cyril et Francis Colombeau[34],[35],[36]
- Cyril Colombeau
- Ganadería La Cruz[34]
- Ganadería Cuillé voir aussi Manade Cuillé[34]
- Ganadería Deyris[37]
- Durand[34]
- Olivier Fernay[34]
- Aimé et Michel Gallon[3],[34].
- Jean Gautier[34]
- Giraud[34]
- Élevage Tadousse[34]
- Ganadería du Laget[34]
- Élevage de Lartet[34]
- Ganadería de Malabat[34]
- Domaine de Malaga[34]
- Gilbert Mroz[34]
- Occitania[34]
- Élevage Oiedras Rojas[34]
- El Palmeral[34]
- Élevage des Paradis[34]
- Jean-Marie Pourquier[38]
- Roumanille frères[38]
- San Martin[38]
- Ganadería du Scamandre[39],[38]
- Sol[38]
- Alain et Frédérique Tardieu[38]
- Tardieu frères[38]
- La Torrecilla[38]
- Vieux Sulauze[38]
- Héritiers de Christophe Yonnet[38]
- Françoise Yonnet[38]
- Hubert Yonnet[38].

### Les élevages français les plus souvent cités
- Aimé et Michel Gallon[3].
- Luc et Marc Jalabert[40].
- Robert Margé[41].
- Tardieu frères[42].
- Hubert Yonnet[43].

## Les éleveurs mexicains
Au Mexique, « l'Asociación nacional de Criadores de toros » qui comprend 283 ganaderías a été fondée en 1946. Cette association a des « relations parfois tendues avec l'association des organisateurs de spectacles et l'association nationale des matadors de toros » .

### Principales ganaderías mexicaines
- San Mateo[46].
- San Martín [47].
- Teófilo Gómez  (Teófilo Gómez López)[48].
- La Playa[49].
- Antonio Pérez (Juan Antonio González Pérez)[50].
- Zacatepec [51].
- Piedras Negras[52].
- San Miguel de Mimiahuapam[53].
- Jesús Cabrera[54].
- Santa María de Xalpa  [55].
- Mondoñedo [56].
- Javier Garfías [57].
- Los Encinos [58].
- Barralva [59].
- Xajay [60].

### Liste par ordre alphabétique des ganaderías mexicaines
- De Acapangueo à Atlanga[61].
- De Barralva à Benavides [62].

Pour la suite de la liste alphabétique intégrale, consulter le site des élevages mexicains.